# Jessica Calalang
Jessica Noelle Calalang (ur. 24 lutego 1995 w Elk Grove Village) – amerykańska łyżwiarka figurowa, startująca w parach sportowych z Brianem Johnsonem. Medalistka zawodów z cyklu Grand Prix i Challenger Series, wicemistrzyni Stanów Zjednoczonych seniorów (2020) i juniorów (2013).

## Osiągnięcia

### Z Brianem Johnsonem
| Zawody                           | 18–19          | 19–20          | 20–21          | 21–22          |                |                |                |                |                |                |                |                |                |                |                |                |                |
| Międzynarodowe                   | Międzynarodowe | Międzynarodowe | Międzynarodowe | Międzynarodowe | Międzynarodowe | Międzynarodowe | Międzynarodowe | Międzynarodowe | Międzynarodowe | Międzynarodowe | Międzynarodowe | Międzynarodowe | Międzynarodowe | Międzynarodowe | Międzynarodowe | Międzynarodowe | Międzynarodowe |
| -------------------------------- | -------------- | -------------- | -------------- | -------------- | -------------- | -------------- | -------------- | -------------- | -------------- | -------------- | -------------- | -------------- | -------------- | -------------- | -------------- | -------------- | -------------- |
| Mistrzostwa świata               |                | —              |                |                |                |                |                |                |                |                |                |                |                |                |                |                |                |
| Mistrzostwa czterech kontynentów |                | 4              |                |                |                |                |                |                |                |                |                |                |                |                |                |                |                |
| GP Skate America                 |                | 4              | 2              | 5              |                |                |                |                |                |                |                |                |                |                |                |                |                |
| GP Skate Canada International    |                | 6              |                |                |                |                |                |                |                |                |                |                |                |                |                |                |                |
| CS Autumn Classic International  | 4              |                |                |                |                |                |                |                |                |                |                |                |                |                |                |                |                |
| CS Finlandia Trophy              |                |                |                | 4              |                |                |                |                |                |                |                |                |                |                |                |                |                |
| CS Golden Spin of Zagreb         |                |                |                | 6              |                |                |                |                |                |                |                |                |                |                |                |                |                |
| CS Tallinn Trophy                | 3              |                |                |                |                |                |                |                |                |                |                |                |                |                |                |                |                |
| CS U.S. International Classic    |                | 6              |                |                |                |                |                |                |                |                |                |                |                |                |                |                |                |
| CS Warsaw Cup                    |                | 1              |                | 2              |                |                |                |                |                |                |                |                |                |                |                |                |                |
| Krajowe                          |                |                |                |                |                |                |                |                |                |                |                |                |                |                |                |                |                |
| Mistrzostwa Stanów Zjednoczonych | 5              | 2              | 2              |                |                |                |                |                |                |                |                |                |                |                |                |                |                |

### Z Zackiem Sidhu
| Zawody                                | 10–11          | 11–12          | 12–13          | 13–14          | 14–15          | 15–16          | 16–17          | 17–18          |                |                |                |                |                |                |                |                |                |
| Międzynarodowe                        | Międzynarodowe | Międzynarodowe | Międzynarodowe | Międzynarodowe | Międzynarodowe | Międzynarodowe | Międzynarodowe | Międzynarodowe | Międzynarodowe | Międzynarodowe | Międzynarodowe | Międzynarodowe | Międzynarodowe | Międzynarodowe | Międzynarodowe | Międzynarodowe | Międzynarodowe |
| ------------------------------------- | -------------- | -------------- | -------------- | -------------- | -------------- | -------------- | -------------- | -------------- | -------------- | -------------- | -------------- | -------------- | -------------- | -------------- | -------------- | -------------- | -------------- |
| GP Cup of China                       |                |                |                |                | 7              |                |                |                |                |                |                |                |                |                |                |                |                |
| GP NHK Trophy                         |                |                |                |                |                | 7              |                |                |                |                |                |                |                |                |                |                |                |
| GP Rostelecom Cup                     |                |                |                |                | 5              |                |                |                |                |                |                |                |                |                |                |                |                |
| CS Autumn Classic International       |                |                |                |                | 3              |                |                | 6              |                |                |                |                |                |                |                |                |                |
| CS Finlandia Trophy                   |                |                |                |                |                |                |                | 7              |                |                |                |                |                |                |                |                |                |
| CS Ice Challenge                      |                |                |                |                |                | 4              |                |                |                |                |                |                |                |                |                |                |                |
| CS U.S. International Classic         |                |                |                |                | 2              |                | 2              |                |                |                |                |                |                |                |                |                |                |
| International Cup of Nice             |                |                |                | 2              |                |                |                |                |                |                |                |                |                |                |                |                |                |
| Międzynarodowe: Kategorie młodzieżowe |                |                |                |                |                |                |                |                |                |                |                |                |                |                |                |                |                |
| Mistrzostwa świata juniorów           |                |                | 9              |                |                |                |                |                |                |                |                |                |                |                |                |                |                |
| JGP w Austrii                         |                |                | 6              |                |                |                |                |                |                |                |                |                |                |                |                |                |                |
| JGP w Chorwacji                       |                |                | 8              |                |                |                |                |                |                |                |                |                |                |                |                |                |                |
| JGP w Czechach                        | 10             |                |                |                |                |                |                |                |                |                |                |                |                |                |                |                |                |
| JGP w Estonii                         |                | 3              |                |                |                |                |                |                |                |                |                |                |                |                |                |                |                |
| JGP w Polsce                          |                | 4              |                |                |                |                |                |                |                |                |                |                |                |                |                |                |                |
| Krajowe                               |                |                |                |                |                |                |                |                |                |                |                |                |                |                |                |                |                |
| Mistrzostwa Stanów Zjednoczonych      | 8 J            | 4 J            | 2 J            | 11             | 5              | 5              | WD             | 9              |                |                |                |                |                |                |                |                |                |
| Pacific Coast Sectionals              | 2 J            |                | 1 J            | 1              |                |                |                |                |                |                |                |                |                |                |                |                |                |

### Z Danielem O’Shea
| Mistrzostwa Stanów Zjednoczonych | 5 N |
| Midwestern Sectionals            | 4 N |